# Eccomi qua (album)
Eccomi qua è il dodicesimo album in studio di Nino D'Angelo, pubblicato nel 1985.

## Il disco
L'album rappresenta uno dei dischi più fortunati. Fu campione di vendite e raggiunse la classifica della hit parade nazionale con 300 000 copie vendute.
Pubblicato in LP con 10 brani, nella versione CD furono aggiunti altri 6 brani tratti dall'lp Nino D'Angelo del 1984.

## Tracce
1. Nun tengo 'o Curaggio 3:39 (N.D'Angelo/E.Amendola)
2. Voglia 'e fa Pace cu ttè 4:00 (N.D'Angelo/F.Chiaravalle)
3. Luna spiona 3:25 (N.D'Angelo/V.C.G.Romano/F.Chiaravalle)
4. A Mare... OO 3:32 (N.D'Angelo/F.Chiaravalle)
5. Vecchio comò 2:51 (N.D'Angelo/P.Colonna)
6. Dialogo 3:36 (N.D'Angelo/E.Campassi)
7. Ragazzina Rock 3:20 (N.D'Angelo/F.Chiaravalle)
8. Io e te pe tutta 'a Vita  3:54 (N.D'angelo/E.Campassi)
9. Un Ragazzo e una Ragazza 2:38 (N.D'Angelo/E.Amendola)
10. Ciao amore 3:57 (N.D'Angelo/R.Esposito/E.Campassi)

## Formazione
- Nino D'Angelo - voce
- Gigi Cappellotto - basso
- Andy Surdi - batteria, percussioni
- Gigi Tonet - tastiera, programmazione
- Claudio Pascoli - sassofono tenore, sassofono contralto
- Lella Esposito - cori